# Ferdinando Schettino
Ferdinando Schettino, all'anagrafe Ferdinando Maria Carmelo Schettino (Frigento, 19 settembre 1941 – Sant'Angelo dei Lombardi, 23 ottobre 2013), è stato un politico e saggista italiano.

## Biografia
Laureato in Economia e Commercio, è insegnante e poi preside della scuola di istruzione superiore di Grottaminarda.
Politicamente impegnato con Alleanza Democratica, viene eletto deputato nelle file dei Progressisti nel collegio uninominale di Mirabella Eclano (con il 35,44% dei voti) nella XII Legislatura, compresa tra il 1994 e il 1996.
Alle elezioni politiche del 2001 si ricandida alla Camera nello stesso collegio di Mirabella Eclano, stavolta per la Casa delle Libertà, ottenendo il 33%, senza risultare eletto.
Sposato con Ida Calò, ebbe tre figli: Raffaele, Rocco e Lucia Schettino. Morì all'età di 72 anni nell'ottobre 2013.

## Opere
Ha scritto il saggio "Medio Oriente: l'epicentro della storia" nel 2008.